# Verrucoentomon imadatei

Verrucoentomon imadatei  (лат.) — вид бессяжковых скрыточелюстных семейства Acerentomidae. Аляска (США).

## Описание
Мелкие бессяжковые скрыточелюстные членистоногие. Длина около 1 мм. Имеет по 3 пары A-щетинок на мезонотуме, метанотуме и VIII-м тергите, щетинки P1a на I–V-х тергитах, M2 отсутствует на простернуме, три 3 A-щетинки на I–VII-м стернитах, сеты P1a отсутствуют на I и VIII стернитах, щетинка Pc развита на VII-м стерните. Вид был впервые описан в 1977 году словацким энтомологом Й. Носеком (Josef Nosek; Institute of Virology, Slovak Academy of Sciences, Братислава) вместе с другими новыми таксонами из Аляски (V. ruseki, Eosentomon alaskaense, Alaskaentomon fjellbergi, Nosekiella behanae и Nipponentomon macleani).